# Liang Yong Qi
Liang Yong Qi ( chinês :梁祺順, nascido em 25 de junho de 1995) é um ator chinês de Haikou, província de Hainan. Ele se formou na Academia Central de Drama. É conhecido pelos trabalhos em Suspect (2024), The Double (2024) e Yun Shang De Yun.
1. ↑  «Liang Yong Qi». mydramalist.com (em inglês). Consultado em 19 de julho de 2024